# Tony Gel
Antônio Geraldo Rodrigues da Silva, mais conhecido por Tony Gel (Recife, 5 de novembro de 1955) é um ex-radialista, professor e político brasileiro filiado ao Partido Socialista Brasileiro (PSB).
Prefeito de Caruaru por dois mandatos (entre 2001 a 2008) também exerceu três mandatos como Deputado Federal (1990, pelo PRN, e entre 1994 e 2000, pelo PFL), além de ter sido vereador entre 2009 e 2011, representando o DEM.
Foi eleito para três mandatos consecutivos de Deputado Estadual (2010, 2014 e 2018). Nas eleições de 2022, foi novamente candidato a deputado estadual, pelo PSB, porém obteve apenas 22.444 votos e não conseguiu ser reeleito.

## Campanha em 2016
Em 2016, lançou sua candidatura novamente para prefeito de Caruaru pelo PMDB.
Chegou ao 2º turno e atingiu 46,85% dos votos, e acabou sendo derrotado pela candidata Raquel Lyra, do PSDB.

## Deputado Estadual
Em 2010, foi eleito Deputado Estadual pelo DEM com 38.323 votos, e reeleito em 2014 pelo PMDB, com 42.152 sufrágios. Em 2018, foi reeleito com 49.133 votos.

## Cargos públicos
- Deputado Federal (1991-2000)
- Prefeito de Caruaru (2000-2008)
- Vereador de Caruaru (2009-2011)
- Deputado Estadual (2011 até a atualidade)